# Torneos de Verano (Argentine)

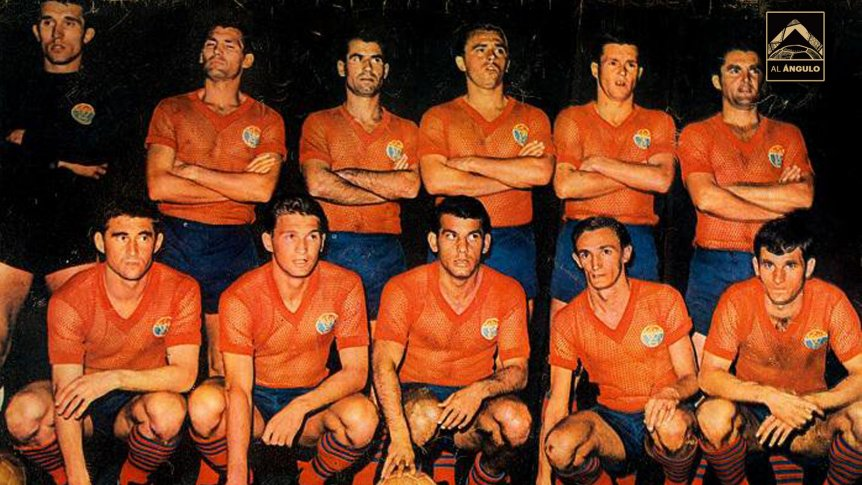
Vasas S.C. de Hongrie, champion de l'édition1968 des Torneo de Verano.

Les Tournois d'été ("Torneos de Verano" en espagnol) sont des tournois amicaux de football, de courte durée, qui se déroulent en Argentine chaque année pendant l'été austral, habituellement en février et mars, en vue de préparer les équipes concurrentes à la prochaine saison. Mais au fil des années, la concurrence s'est intensifiée, et ces tournois sont considérés maintenant comme des compétitions importantes. Ces rencontres attirent les foules.
La Copa de Oro vit le jour en 1969 comme un tournoi amical entre des clubs argentins et étrangers. Cette première édition vit la participation de Palmeiras (Brésil), du Rapid de Vienne (Autriche), du MTK Budapest (Hongrie) et du Slovan Bratislava, au côté des Boca Juniors, Estudiantes et de l'équipe Mar del Plata XI. Mais dans les éditions suivantes ne furent invitées que des équipes brésiliennes, uruguayennes ou paraguayennes, avec quelques clubs ou équipes nationales européens, surtout la Hongrie et la Tchécoslovaquie. Depuis les années 1980, il n'y eut plus que 3 à 5 équipes argentines, qui changeaient d'année en année, dont les 5 Grands, c'est-à-dire Boca Juniors, Independiente, Racing Club, River Plate, et San Lorenzo, avec parfois Estudiantes et Velez Sarsfield. Ce tournoi coexista parallèlement avec la Copa Ciudad de Mar del Plata pendant quelques années, mais finalement prit la place de plus important tournoi d'été à la Copa de Oro. Actuellement le Torneo Pentagonal de Verano (auparavant Copa de Verano) est le tournoi le plus important, disputé par les 5 Grands, généralement à Mar del Plata, Salta et Mendoza. 
La Copa Revancha et la Copa Desafío sont actuellement des coupes à match unique seulement entre Boca Juniors et River Plate.
D'autres coupes sont organisées par des villes ou des sponsors, mais leur continuité est encore plus irrégulière que celles susmentionnées. Certaines sont organisées sans aucun des 5 Grands. Par exemple, la Ciudad de Córdoba comprend des clubs de la province de Córdoba, et occasionnellement quelques-uns de la province de Santa Fe ; et la Copa Ciudad de Tandil (Coupe de la ville de Tandil) ou Copa del Sur inclut des équipes de la partie sud du Grand Buenos Aires : Arsenal, Quilmes, Lanús, Gimnasia y Esgrima La Plata, et occasionnellement un invité comme Rosario Central.

## Vainqueurs
| Année | Tournoi | Stade                                                     | Vainqueurs                                                                                  |
| ----- | --- | --------------------------------------------------------- | ------------------------------------------------------------------------------------------- |
| 1968  | Copa Libertad Ciudad del Mar del Plata                                                                            | Mar del Plata                                             | San Lorenzo Vasas SC (HON)                                                                  |
| 1969  | Copa de Oro | Mar del Plata                                             | Boca Juniors                                                                                |
| 1970  | Copa de Oro | Mar del Plata                                             | Racing Club                                                                                 |
| 1971  | Copa de Oro | Mar del Plata                                             | Boca Juniors                                                                                |
| 1972  | Copa del Atlántico                                                                                                | Mar del Plata                                             | Palmeiras (BRE)                                                                             |
| 1973  | Copa de Oro | Mar del Plata                                             | San Lorenzo                                                                                 |
| 1974  | Copa de Oro | Mar del Plata                                             | Abandonné                                                                                   |
| 1975  | Copa de Oro | Mar del Plata                                             | Boca Juniors                                                                                |
| 1976  | n'a pas eu lieu                                                                                                   | n'a pas eu lieu                                           | n'a pas eu lieu                                                                             |
| 1977  | Copa de Oro | Mar del Plata                                             | Argentine                                                                                   |
| 1978  | Copa de Oro | Mar del Plata                                             | Boca Juniors                                                                                |
| 1979  | Torneo Mar del Plata                                                                                              | Mar del Plata                                             | River Plate                                                                                 |
| 1980  | Copa de Oro | Mar del Plata                                             | Independiente                                                                               |
| 1981  | Copa de Oro Copa de Oro                                                                                           | Mar del Plata Córdoba                                     | Independiente Talleres de Córdoba                                                           |
| 1982  | Copa de Oro | Mar del Plata                                             | River Plate                                                                                 |
| 1983  | Copa de Oro | Mar del Plata                                             | Boca Juniors                                                                                |
| 1984  | Copa de Oro | Mar del Plata                                             | Boca Juniors                                                                                |
| 1985  | Copa de Oro | Mar del Plata                                             | Independiente                                                                               |
| 1986  | Copa de Oro Copa de Oro-2e édition                                                                                | Mar del Plata                                             | River Plate                                                                                 |
| 1987  | Copa de Oro Mun. de Gral. Purreydon                                                                               | Mar del Plata                                             | Boca Juniors River Plate                                                                    |
| 1988  | Ciudad Mar del Plata                                                                                              | Mar del Plata                                             | Boca Juniors                                                                                |
| 1989  | 70° Aniv. de El Gráfico                                                                                           | Mar del Plata                                             | Nacional (URU)                                                                              |
| 1990  | Copa de Oro Ciudad de Mar del Plata                                                                               | Mar del Plata                                             | Boca Juniors River Plate                                                                    |
| 1991  | Copa de Oro Ciudad de Mar del Plata Racimo de Oro Ciudad de Córdoba Neuquén                                       | Mar del Plata Mendoza Córdoba Neuquén                     | Boca Juniors Newell's Old Boys Belgrano Lanús                                               |
| 1992  | Copa de Oro Ciudad de Mar del Plata Copa Revancha                                                                 | Mar del Plata                                             | San Lorenzo Boca Juniors                                                                    |
| 1993  | Copa de Oro Copa Desafío Ciudad de Mar del Plata Copa Revancha Ciudad de Córdoba Copa Desafío                     | Mar del Plata Córdoba                                     | Boca Juniors San Lorenzo River Plate Belgrano                                               |
| 1994  | Copa de Oro Copa Desafío Copa Revancha 90º Aniv. Diario La Voz                                                    | Mendoza Córdoba                                           | San Lorenzo Boca Juniors Belgrano                                                           |
| 1995  | Copa de Oro Ciudad de Mar del Plata Copa Revancha Copa de Oro Copa Desafío Provincia de Mendoza                   | Mar del Plata Mendoza                                     | River Plate San Lorenzo River Plate Boca Juniors River Plate Independiente                  |
| 1996  | Copa de Oro Ciudad de Mar del Plata Copa Revancha Copa de Oro Copa Desafío Provincia de Mendoza                   | Mar del Plata Mendoza                                     | Independiente Vélez Sársfield River Plate San Lorenzo River Plate Racing Club               |
| 1997  | Copa de Oro Ciudad de Mar del Plata Copa Desafío Copa de Oro Provincia de Mendoza Copa Revancha                   | Mar del Plata Mendoza                                     | Racing Club San Lorenzo Boca Juniors Vélez Sársfield Boca Juniors                           |
| 1999  | Copa de Oro Ciudad de Mar del Plata Copa Desafío Copa de Oro Provincia de Mendoza Copa Revancha Ciudad de Córdoba | Mar del Plata Mendoza Córdoba                             | San Lorenzo Racing Club Boca Juniors Independiente San Lorenzo Boca Juniors Rosario Central |
| 2000  | Copa de Oro Ciudad de Mar del Plata Copa Revancha Copa de Oro Copa Desafío Provincia de Mendoza                   | Mar del Plata Mendoza                                     | Independiente Vélez Sársfield River Plate San Lorenzo River Plate Racing Club               |
| 2001  | Copa Personal Copa Personal Ciudad de Córdoba                                                                     | Mar del Plata Mendoza Córdoba                             | Boca Juniors Talleres de Córdoba                                                            |
| 2002  | Copa Desafío Ciudad de Mar del Plata Copa Revancha Ciudad de Córdoba Neuquén/Salta                                | Mendoza Mar del Plata Mendoza Córdoba Salta               | River Plate Racing Club River Plate Belgrano Independiente                                  |
| 2003  | Copa Desafío Copa de Verano Copa Revancha                                                                         | Mar del Plata , Salta, Mendoza                            | Boca Juniors                                                                                |
| 2004  | Pentagonal de Verano Copa Revancha Ciudad de Mar del Plata                                                        | Mar del Plata, Salta, Mendoza Mar del Plata               | San Lorenzo River Plate Independiente                                                       |
| 2005  | Pentagonal de Verano Copa Revancha Ciudad de Salta Ciudad de Tandil                                               | Mar del Plata, Salta, Mendoza Salta Tandil                | San Lorenzo Boca Juniors Independiente Arsenal                                              |
| 2006  | Pentagonal de Verano Copa Desafío Ciudad de Mar del Plata Ciudad de Tandil Copa Centenario                        | Mar del Plata, Salta Mar del Plata Tandil Mar del Plata   | Boca Juniors River Plate Estudiantes Arsenal Estudiantes                                    |
| 2007  | Pentagonal de Verano Copa Desafío Copa Revancha Ciudad de Tandil Copa Ciudad de Córdoba                           | Mar del Plata, Salta Mar del Plata Mendoza Tandil Córdoba | River Plate Olimpo Vélez Sársfield                                                          |
| 2008  | Pentagonal de Verano Copa Provincia de Salta Copa Revancha Ciudad de Tandil Copa Ciudad de Buenos Aires           | Mar del Plata, Salta Mendoza Tandil Liniers               | River Plate Independiente River Plate Banfield Lanús                                        |

## Trophées par équipe
- Boca Juniors : 35
- River Plate : 25
- San Lorenzo : 13
- Independiente : 11
- Racing Club : 6
- Belgrano : 5
- Vélez Sarsfield : 3
- Arsenal : 2
- Estudiantes : 2
- Talleres de Córdoba : 2
- Banfield : 2
- Lanús : 2
- Argentine : 1
- Nacional : 1
- Newell's Old Boys : 1
- Palmeiras : 1
- Rosario Central : 1
- Vasas SC : 1